# Most Rialto
Ponte di Rialto (hrvatski jezik: Most Rialto) je najstariji i najpoznatiji od četiri mosta koji premošćuju Canal Grande u Veneciji, Italija. 

## Povijest
Prvi prijelaz preko  Canal Grandea u Veneciji bio je  pontonski most kojeg je još 1181. sagradio Nicolò Barattieri. Taj most Venecijanci su zvali Ponte della Moneta, zbog tog jer je s njegove istočne strane stajala prva kovnica novca Zecca .
Vremenom je promet preko pontonskog mosta toliko narastao, zbog tržnice na istočnom dijelu da je napravljen drveni most 1255. . 
To je bila građevina s dvije simetrične pokretne rampe, koje su se mogle podići da omoguće prolaz visokim brodovima.
Tijekom prve polovice 15. stoljeća uzduž mosta podignuti su dućani, sa svake strane. Prihodi od najma pomogli su održabvanju mosta.
Taj most od drvenih greda je djelomično izgorio za pobune koju je vodio Bajamonte Tiepolo 1310. Zatim se srušio pod težinom gledatelja 1444. koji su pratili procesiju brodova, - ponovno je pao pod težinom 1524.
Ideja da se umjesto drvenog izgradi kameni most prvi put se pojavila 1503., zatim su se par desetljeća redale kojekakve ideje. Venecijanski senat je 1551. raspisao natječaj za novi most. Svoje prijedloge dali su najveći arhitekti onog doba; Jacopo Sansovino, Palladio i Vignola i Michelangelo, ali svi oni držali su se starih prokušanih statičkih zakona, i ponudili nacrt mosta s nekoliko lukova manjeg raspona na stupovima u kanalu, što senatori nikako nisu htjeli. Pobijedilo je rješenje Antonia da Ponta jednolučnog kamenog mosta smiono velikog raspona (za ono vrijeme). Jedan od konkureta Vincenzo Scamozzi je čak predvidio da će se vrlo brzo srušiti zbog toga.
Osim smiono velikog luka, most je umnogočemu ličio na stari drveni. Isto kao i stari i on je imao dućane sa svake strane a na sredini portik. Gradnja je otpočela 1588., most je dovršen 1591. i do danas je u funkciji, ne samo da služi svrsi, već je jedna od najvećih atrakcija Venecije.

## Vanjske poveznice
- Background Information  Arhivirana inačica izvorne stranice od 16. siječnja 2006. (Wayback Machine) (engl.)
- Interactive Panorama: Rialto Bridge  Arhivirana inačica izvorne stranice od 2. kolovoza 2009. (Wayback Machine)
- Rialto Bridge Photo Gallery